# Ханан Катан
Ханан Катан (арап. Ḥannān Kattān حنان قطان) јорданска је списатељица и режисерка палестинског порекла. Такође је суоснивач онлајн маркетиншке агенције „ЕБС Дигитал”, као и мултимедијалне компаније Enlightenment Productions.
Обе компаније је основала са својом партнерком Шамим Сариф.
Компанија Enlightenment Productions је освојила Кингстонову награду Изванредног пословања 2014. године, као најбоља компанија у сектору Креативност и медији.

## Каријера
Катан је режирала три играна филма у склопу компаније Enlightenment Productions, укључујући и јужноафричку драму/љубавну причу из 1950. године The World Unseen (Невиђени свет) и савремене урбане романтичне комедије I Can't Think Straight. Она је такође учествовала у Тед-екс Конференцији Свете земље 2010, која је окупила Арапкиње и Израелке, како би могле да разговарају о питањима од заједничког интереса у технологији, забави и дизајну, која су затим постале предмет 2011 документарног филма The House of Tomorrow, режиран од стране Сариф.
На Канском фестивалу 2013. године продукцијска кућа Enlightenment Productions најавила је свој нови филм Despite The Falling Snow („Упркос падању снега”). У филму глуме шведска глумица Ребека Фергусон, Чарлс Денс, Оливер Џексон-Коуен, Антје Трауе, Сем Реид, Ентони Хед и Труди Стајлер.
Катан је 2012. године објавила своју прву књигу Увећај своју зараду о онлајн маркетингу у кроз Enlightenment Productions.
Током 2013. године, Катан је освојила награду за предузетника године на Предузетничкој награди Кингстон.
Дана 14. септембра 2014. Enlightenment Productions, чији је суоснивач Ханан Катан, номинована је за једног од финалиста за награду Breaking the Mould, која има за циљ промоцију и јачање улоге жена у бизнису.

## Приватни живот
Ханан Катан је отворено лезбијка и 23. септембра 2015. године венчала се за режисерку Шамим Сариф у Лондону, након скоро 20 година заједничког живота. Имају два сина, Итана (р. 1999) и Луку (р. 2002).

## Филмови
- I Can't Think Straight (2008)
- The World Unseen (2008)
- The House of Tomorrow (2011)
- Despite The Falling Snow (2015)